# Motomondiale 1994
La stagione 1994 è stata la quarantaseiesima del Motomondiale; rispetto all'anno precedente il numero dei gran premi rimase sempre di 14, il Gran Premio motociclistico del Brasile venne però sostituito da quello d'Argentina mentre il GP di San Marino lasciò il posto a quello di Francia.

## Il contesto
Nessuna modifica venne inserita quest'anno nelle varie metodologie di calcolo dei punteggi.
Il calendario della stagione mantenne per la sua prima parte la stessa intelaiatura dell'anno precedente con inizialmente tre trasferte in Australia, Malaysia e Giappone seguite da 8 gran premi in Europa. La parte finale fu composta invece da due trasferte in America, dapprima negli Stati Uniti d'America e in seguito in Argentina, per tornare infine nuovamente in Spagna per la prova conclusiva del campionato.
Nella classe regina il titolo andò al pilota australiano Mick Doohan su Honda, mentre nelle classi minori, in classe 250 Max Biaggi portò l'Aprilia al primo titolo nella quarto di litro. La casa motociclistica di Noale vinse anche il Mondiale della classe 125 con Kazuto Sakata, primo giapponese a vincere l'iride con una casa europea. Nei sidecar, si riconfermò iridata la coppia Biland-Waltisperg (settimo titolo per Biland), nonostante il passaggio dal motore Krauser allo Swissauto.

## Il calendario
| Data Resoconto         | Gran Premio (Circuito)               | Vincitori         | Vincitori            | Vincitori      | Vincitori | Vincitori | Vincitori |
| Data Resoconto         | Gran Premio (Circuito)               | classe 125        | classe 250           | classe 500     |           |           |           |
| 27 marzo Resoconto     | GP d'Australia (Eastern Creek)       | Kazuto Sakata     | Max Biaggi           | John Kocinski  |           |           |           |
| 10 aprile Resoconto    | GP della Malesia (Shah Alam)         | Noboru Ueda       | Max Biaggi           | Michael Doohan |           |           |           |
| 24 aprile Resoconto    | GP del Giappone (Suzuka)             | Takeshi Tsujimura | Tadayuki Okada       | Kevin Schwantz |           |           |           |
| 8 maggio Resoconto     | GP di Spagna (Jerez)                 | Kazuto Sakata     | Jean-Philippe Ruggia | Michael Doohan |           |           |           |
| 22 maggio Resoconto    | GP d'Austria (Salisburgo)            | Dirk Raudies      | Loris Capirossi      | Michael Doohan |           |           |           |
| 12 giugno Resoconto    | GP di Germania (Hockenheimring)      | Dirk Raudies      | Loris Capirossi      | Michael Doohan |           |           |           |
| 25 giugno Resoconto    | GP d'Olanda (Assen)                  | Kazuto Sakata     | Max Biaggi           | Michael Doohan |           |           |           |
| 3 luglio Resoconto     | GP d'Italia (Mugello)                | Noboru Ueda       | Ralf Waldmann        | Michael Doohan |           |           |           |
| 17 luglio Resoconto    | GP di Francia (Le Mans)              | Noboru Ueda       | Loris Capirossi      | Michael Doohan |           |           |           |
| 24 luglio Resoconto    | GP di Gran Bretagna (Donington Park) | Takeshi Tsujimura | Loris Capirossi      | Kevin Schwantz |           |           |           |
| 21 agosto Resoconto    | GP della Repubblica Ceca (Brno)      | Kazuto Sakata     | Max Biaggi           | Michael Doohan |           |           |           |
| 11 settembre Resoconto | GP degli USA (Laguna Seca)           | Takeshi Tsujimura | Doriano Romboni      | Luca Cadalora  |           |           |           |
| 25 settembre Resoconto | GP d'Argentina (Buenos Aires)        | Jorge Martínez    | Tadayuki Okada       | Michael Doohan |           |           |           |
| 9 ottobre Resoconto    | GP d'Europa (Catalunya)              | Dirk Raudies      | Max Biaggi           | Luca Cadalora  |           |           |           |

## Sistema di punteggio e legenda
| Pos.  | 1  | 2  | 3  | 4  | 5  | 6  | 7 | 8 | 9 | 10 | 11 | 12 | 13 | 14 | 15 | 16 > |
| ----- | -- | -- | -- | -- | -- | -- | - | - | - | -- | -- | -- | -- | -- | -- | ---- |
| Punti | 25 | 20 | 16 | 13 | 11 | 10 | 9 | 8 | 7 | 6  | 5  | 4  | 3  | 2  | 1  | 0    |

## Le classi

### Classe 500
| 1 | Honda         | 317 |
| 2 | Suzuki        | 214 |
| 3 | Yamaha        | 189 |
| 4 | Cagiva        | 187 |
| 5 | ROC-Yamaha    | 93  |
| 6 | Harris-Yamaha | 53  |
| 7 | Aprilia       | 7   |

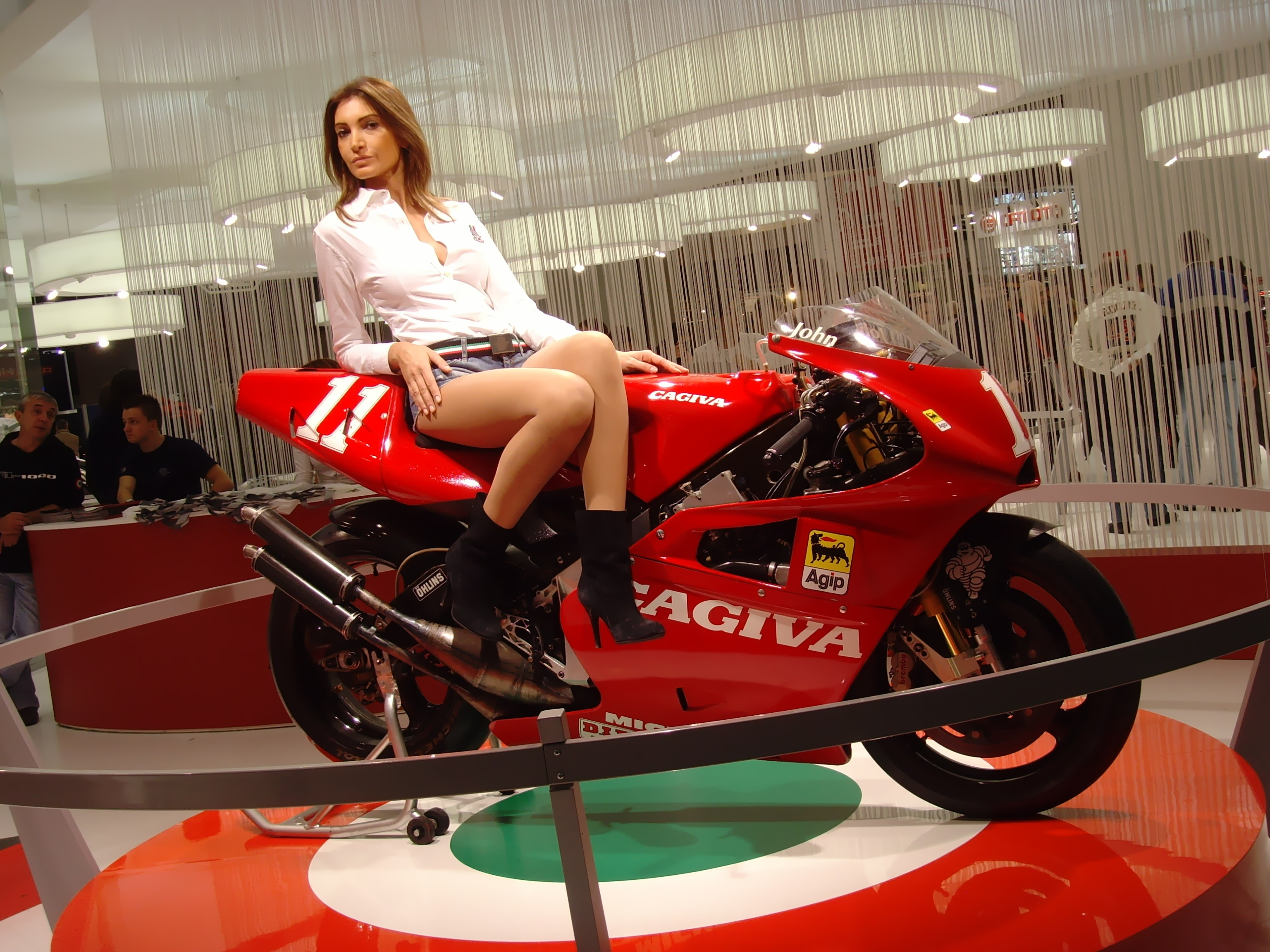
La Cagiva di Kocinski.

Il 1994 fu l'anno in cui Michael Doohan iniziò il suo dominio nella classe 500: nove le vittorie del pilota australiano sulla Honda, il numero più alto dal 1972; in nessuna delle gare arrivò oltre al terzo posto. Dopo vari anni era tra l'altro cambiata la livrea della casa giapponese che non riportava più la Rothmans come sponsor principale: l'azienda dei tabacchi aveva infatti deciso di spostare i suoi investimenti pubblicitari dalla Honda Racing Corporation nel motomondiale alla Williams in Formula 1 (restarono invece sponsorizzate da altre aziende dello stesso settore le altre due case principali giapponesi).
Luca Cadalora prese l'eredità di Wayne Rainey in Yamaha, terminando secondo in graduatoria e vincendo due prove; terza la Cagiva dell'americano John Kocinski: per la Casa varesina fu la migliore stagione dal suo debutto nel 1980, ma fu anche l'ultima, poiché decise di ritirarsi alla fine della stagione.
Il detentore del titolo dell'anno precedente, Kevin Schwantz su Suzuki dovette accontentarsi della quarta posizione con due vittorie in singoli gran premi.
Anche un'altra casa italiana si presentò al via in alcune prove: Loris Reggiani portò in gara una Aprilia da 400 cm³ ma dopo il nono posto nella gara d'esordio non ottenne altri risultati validi.
Occasionalmente, in mano a piloti privati, si vide al via anche la Paton, ma anch'essa non riuscì ad ottenere risultati validi per le classifiche.

Classifica piloti (prime 5 posizioni)
| Pos. | Pilota         | Moto   |   |   |   |     |    |    |   |     |     |   |     |    |   |   | P.ti |
| ---- | -------------- | ------ | - | - | - | --- | -- | -- | - | --- | --- | - | --- | -- | - | - | ---- |
| 1    | Michael Doohan | Honda  | 3 | 1 | 2 | 1   | 1  | 1  | 1 | 1   | 1   | 2 | 1   | 3  | 1 | 2 | 317  |
| 2    | Luca Cadalora  | Yamaha | 2 | 4 | 4 | Rit | 22 | NP | 9 | 2   | 7   | 3 | 3   | 1  | 6 | 1 | 174  |
| 3    | John Kocinski  | Cagiva | 1 | 2 | 9 | 3   | 5  | NP | 8 | Rit | 2   | 4 | Rit | 2  | 3 | 3 | 172  |
| 4    | Kevin Schwantz | Suzuki | 4 | 6 | 1 | 2   | 2  | 2  | 5 | 3   | Rit | 1 | 7   | NP |   |   | 169  |
| 5    | Alberto Puig   | Honda  | 7 | 5 | 8 | 6   | 6  | 3  | 4 | 4   | 4   | 7 | 5   | 7  | 5 | 7 | 152  |
| Pos. | Pilota         | Moto   |   |   |   |     |    |    |   |     |     |   |     |    |   |   | P.ti |

| Legenda                                                                        | 1º posto        | 2º posto        | 3º posto | A punti      | Senza punti        | Grassetto=Pole position Corsivo=Giro più veloce |
| Legenda                                                                        | Gara non valida | Non qualificato | Ritirato | Squalificato | "-" Dato non disp. | Grassetto=Pole position Corsivo=Giro più veloce |
| Fonte dei dati: motogp.com, racingmemo.free.fr, autosport.com, jumpingjack.nl. |                 |                 |          |              |                    |                                                 |

### Classe 250
| 1 | Honda   | 320 |
| 2 | Aprilia | 283 |
| 3 | Yamaha  | 112 |

Il titolo piloti della classe 250 fu conquistato da Max Biaggi su una Aprilia ma, come in casi precedenti, il titolo costruttori non andò alla stessa casa motociclistica bensì fu appannaggio della Honda, grazie anche alle 8 vittorie ottenute dai suoi piloti contro le 6 dei piloti della casa di Noale.
Il detentore del tito l'anno precedente, Tetsuya Harada quest'anno giunse solo al settimo posto; alle spalle di Biaggi si piazzarono invece 4 piloti con moto Honda con Tadayuki Okada al secondo posto e Loris Capirossi al terzo.
Nonostante l'handicap fisico causato dal grave incidente occorsogli l'anno precedente, Wayne Rainey restò nell'ambiente delle corse per dirigere un team della Yamaha che faceva correre Kenny Roberts Jr.
Una piccola anomalia avvenne in occasione del Gran Premio motociclistico di Spagna: il direttore di corsa segnalò la fine della corsa con leggero anticipo, sbandierando per primi alcuni degli ultimi piloti; la classifica finale venne quindi considerata quella del passaggio al penultimo giro.

Classifica piloti (prime 5 posizioni)
| Pos. | Pilota          | Moto    |   |   |     |     |   |   |     |     |   |     |     |     |    |   | P.ti |
| ---- | --------------- | ------- | - | - | --- | --- | - | - | --- | --- | - | --- | --- | --- | -- | - | ---- |
| 1    | Max Biaggi      | Aprilia | 1 | 1 | 4   | Rit | 2 | 2 | 1   | Rit | 3 | Rit | 1   | 2   | 2  | 1 | 234  |
| 2    | Tadayuki Okada  | Honda   | 5 | 2 | 1   | 3   | 4 | 5 | 2   | 7   | 9 | 2   | 5   | 4   | 1  | 4 | 214  |
| 3    | Loris Capirossi | Honda   | 3 | 3 | 2   | Rit | 1 | 1 | Rit | 3   | 1 | 1   | Rit | Rit | 5  | 2 | 199  |
| 4    | Doriano Romboni | Honda   | 2 | 5 | 6   | 2   | 3 | 3 | Rit | Rit | 2 | 3   | NP  | 1   | NP | 3 | 170  |
| 5    | Ralf Waldmann   | Honda   | 7 | 6 | Rit | 4   | 5 | 6 | 4   | 1   | 4 | 7   | 2   | 10  | 8  | 7 | 156  |
| Pos. | Pilota          | Moto    |   |   |     |     |   |   |     |     |   |     |     |     |    |   | P.ti |

| Legenda                                                                        | 1º posto        | 2º posto        | 3º posto | A punti      | Senza punti        | Grassetto=Pole position Corsivo=Giro più veloce |
| Legenda                                                                        | Gara non valida | Non qualificato | Ritirato | Squalificato | "-" Dato non disp. | Grassetto=Pole position Corsivo=Giro più veloce |
| Fonte dei dati: motogp.com, racingmemo.free.fr, autosport.com, jumpingjack.nl. |                 |                 |          |              |                    |                                                 |

### Classe 125
| 1 | Honda   | 316 |
| 2 | Aprilia | 276 |
| 3 | Yamaha  | 143 |

La situazione del campionato nella classe 125 fu molto simile a quella della 250.

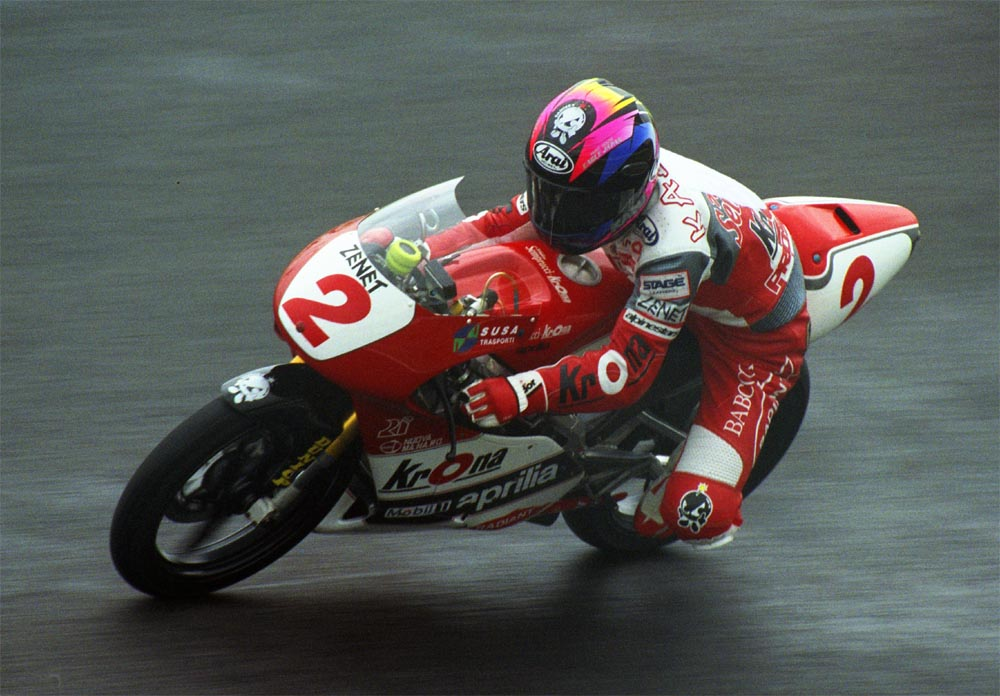
Kazuto Sakata nel 1994.

Il titolo piloti andò a Kazuto Sakata equipaggiato da una motocicletta Aprilia; la casa motociclistica italiana non si aggiudicò però il titolo costruttori, andato alla giapponese Honda.
Ai primi posti della classifica si piazzarono tre piloti giapponesi, mentre il detentore del titolo 1993, Dirk Raudies dovette accontentarsi quest'anno del quarto posto accompagnato peraltro da tre vittorie nei singoli gran premi; un maggior numero di vittorie le ottenne solamente Takeshi Tsujimura (giunto terzo nella classifica finale) mentre i due capofila, Sakata e Noboru Ueda ne ottennero anch'essi tre a testa.
L'unico altro polita ad aggiudicarsi un gran premio durante l'annata fu lo spagnolo Jorge Martínez su Yamaha (anche per la casa fu l'unica vittoria); il pluri-iridato delle piccole cilindrate si impose in occasione del Gran Premio motociclistico d'Argentina.

Classifica piloti (prime 5 posizioni)
| Pos. | Pilota            | Moto    |     |     |     |   |    |     |     |   |   |   |     |     |    |   | P.ti |
| ---- | ----------------- | ------- | --- | --- | --- | - | -- | --- | --- | - | - | - | --- | --- | -- | - | ---- |
| 1    | Kazuto Sakata     | Aprilia | 1   | 2   | 2   | 1 | 5  | 2   | 4   | 2 | 3 | 4 | 1   | Rit | 9  | 7 | 224  |
| 2    | Noboru Ueda       | Honda   | 7   | 1   | Rit | 4 | 2  | 6   | Rit | 1 | 1 | 6 | 2   | 9   | 2  | 6 | 194  |
| 3    | Takeshi Tsujimura | Honda   | Rit | 5   | 1   | 6 | NC | Rit | 1   | 3 | 2 | 1 | 5   | 1   | 7  | 4 | 190  |
| 4    | Dirk Raudies      | Honda   | 10  | 4   | Rit | 5 | 1  | 1   | Rit | 5 | 5 | 8 | 7   | 8   | 6  | 1 | 162  |
| 5    | Peter Öttl        | Aprilia | 2   | Rit | 4   | 2 | 4  | 4   | Rit | 4 | 4 | 3 | Rit | 3   | 13 | 2 | 160  |
| Pos. | Pilota            | Moto    |     |     |     |   |    |     |     |   |   |   |     |     |    |   | P.ti |

| Legenda                                                                        | 1º posto        | 2º posto        | 3º posto | A punti      | Senza punti        | Grassetto=Pole position Corsivo=Giro più veloce |
| Legenda                                                                        | Gara non valida | Non qualificato | Ritirato | Squalificato | "-" Dato non disp. | Grassetto=Pole position Corsivo=Giro più veloce |
| Fonte dei dati: motogp.com, racingmemo.free.fr, autosport.com, jumpingjack.nl. |                 |                 |          |              |                    |                                                 |

## I sidecar

### La stagione dei sidecar
| Data Resoconto         | Gran Premio (Circuito)                               | Vincitori                      |
| 2 maggio Resoconto     | GP di superbike di Donington Park (Donington Park)   | Derek Brindley Paul Hutchinson |
| 12 giugno Resoconto    | GP di Germania (Hockenheimring)                      | Rolf Biland Kurt Waltisperg    |
| 25 giugno Resoconto    | GP d'Olanda (Assen)                                  | Rolf Biland Kurt Waltisperg    |
| 17 luglio Resoconto    | GP di superbike dell'Osterreichring (Österreichring) | Darren Dixon Andy Hetherington |
| 24 luglio Resoconto    | GP di Gran Bretagna (Donington Park)                 | Rolf Biland Kurt Waltisperg    |
| 21 agosto Resoconto    | GP della Repubblica Ceca (Brno)                      | Rolf Biland Kurt Waltisperg    |
| 11 settembre Resoconto | GP di superbike di Assen (Assen)                     | Rolf Biland Kurt Waltisperg    |
| 9 ottobre Resoconto    | GP d'Europa (Catalunya)                              | Darren Dixon Andy Hetherington |

Classifica equipaggi (prime 5 posizioni)
| Pos. | Pilota                         | Moto          |   |    |   |   |   |   |    |    | P.ti |
| ---- | ------------------------------ | ------------- | - | -- | - | - | - | - | -- | -- | ---- |
| 1    | Rolf Biland/Kurt Waltisperg    | LCR-Swissauto | - | 1  | 1 | 3 | 1 | 1 | 1  | -  | 141  |
| 2    | Steve Webster/Adolf Hänni      | LCR-Yamaha    | 3 | 2  | - | 5 | 3 | 3 | 3  | 7  | 104  |
| 3    | Derek Brindley/Paul Hutchinson | LCR-Honda     | 1 | -  | 3 | - | 2 | 4 | 5  | 5  | 96   |
| 4    | Markus Bösiger/Jürg Egli       | LCR-ADM       | 2 | 11 | 9 | 2 | - | 2 | 6  | 10 | 88   |
| 5    | Paul Güdel/Charly Güdel        | LCR-ADM       | 5 | 7  | 5 | 4 | 5 | 6 | 15 | 2  | 86   |
| Pos. | Pilota                         | Moto          |   |    |   |   |   |   |    |    | P.ti |

| Legenda | 1º posto        | 2º posto            | 3º posto           | A punti      | Senza punti        | Grassetto – Pole position Corsivo – Giro più veloce |
| Legenda | Gara non valida | Non qual./Non part. | Ritirato/Non class | Squalificato | '-' Dato non disp. | Grassetto – Pole position Corsivo – Giro più veloce |